# Hell Rell
Durell Mohammed, meglio conosciuto come Hell Rell, o come Ruger Rell e Hardest Out (Bronx, 3 maggio 1979), è un rapper statunitense.

## Biografia
Hell Rell nasce e cresce nel Bronx, è di discendenza afroamericana e domenicana. La sua carriera di rapper professionista si apre negli anni 2000, ma il suo debutto fu ritardato di due anni a causa della sua detenzione in carcere per possesso di droga.
Rell è noto per la sua militanza nel collettivo newyorkese, The Diplomats. Egli, nonostante fosse carcerato, contribuì all'album dei Diplomats, Diplomatic Immunity, rappando dai telefoni delle carceri.
Uscito di prigione, nel 2007, Hell Rell sottoscrisse un contratto con la Koch Records e subito dopo uscì il suo primo album da solista, For the Hell of It.
Nel 2008, vide la luce il suo secondo LP solista, Black Mask, Black Gloves.

## Discografia

### Album
- 2007 - For The Hell Of It
- 2008 - Black Mask, Black Gloves

### Mixtapes
- 2005 - Streets Wanna Know
- 2006 - DJ Trigga Presents: Hell on Earth
- 2006 - New Gun In Town
- 2007 - Eat With Me or Eat a Box of Bullets
- 2008 - Top Gunna (Ruga Edition)